# Vùng đô thị Buenos Aires
Vùng đô thị Đại Buenos Aires (Gran Buenos Aires, GBA, trong tiếng Tây Ban Nha) là tên gọi chung để chỉ vùng đô thị bao gồm các thành phố tự trị Buenos Aires khu vực thành thị xung quanh nó, trên địa bàn tỉnh Buenos Aires-cụ thể là trong 24 partido liền kề hoặc thành phố mà dù sao không phải là một đơn vị hành chính. Vùng thành thị này lan đến phía nam, phía tây và phía bắc của Buenos Aires, về phía đông River Plate phục vụ như là một ranh giới tự nhiên.
Đô thị, đặc biệt là giữa năm 1945 và 1980, sự mở rộng tạo ra một khu vực thành thị với dân số hơn 9.910.282 người trong 24 partido, năm 2010, và có dân số tổng cộng 12.801.365 người bao gồm cả thành phố Buenos Aires, tức chiếm 1/3 tổng dân số của Argentina.